# Nikon D3000
La Nikon D3000 és una càmera DSLR de Nikon 10,2 megapíxels, en format DX i amb muntura Nikon F, comercialitzada a partir del desembre de 2009. Es va oferir com la càmera DSLR d'entrada de línia per a aficionats (té els modes tutorial i guia). Inaugura la sèrie D3XXX, i va ser substituïda el 2010 per la Nikon D3100. La D3000 venia amb l'objectiu Nikon AF-S VR Zoom-Nikkor 18-55mm f/3,5-5,6G.

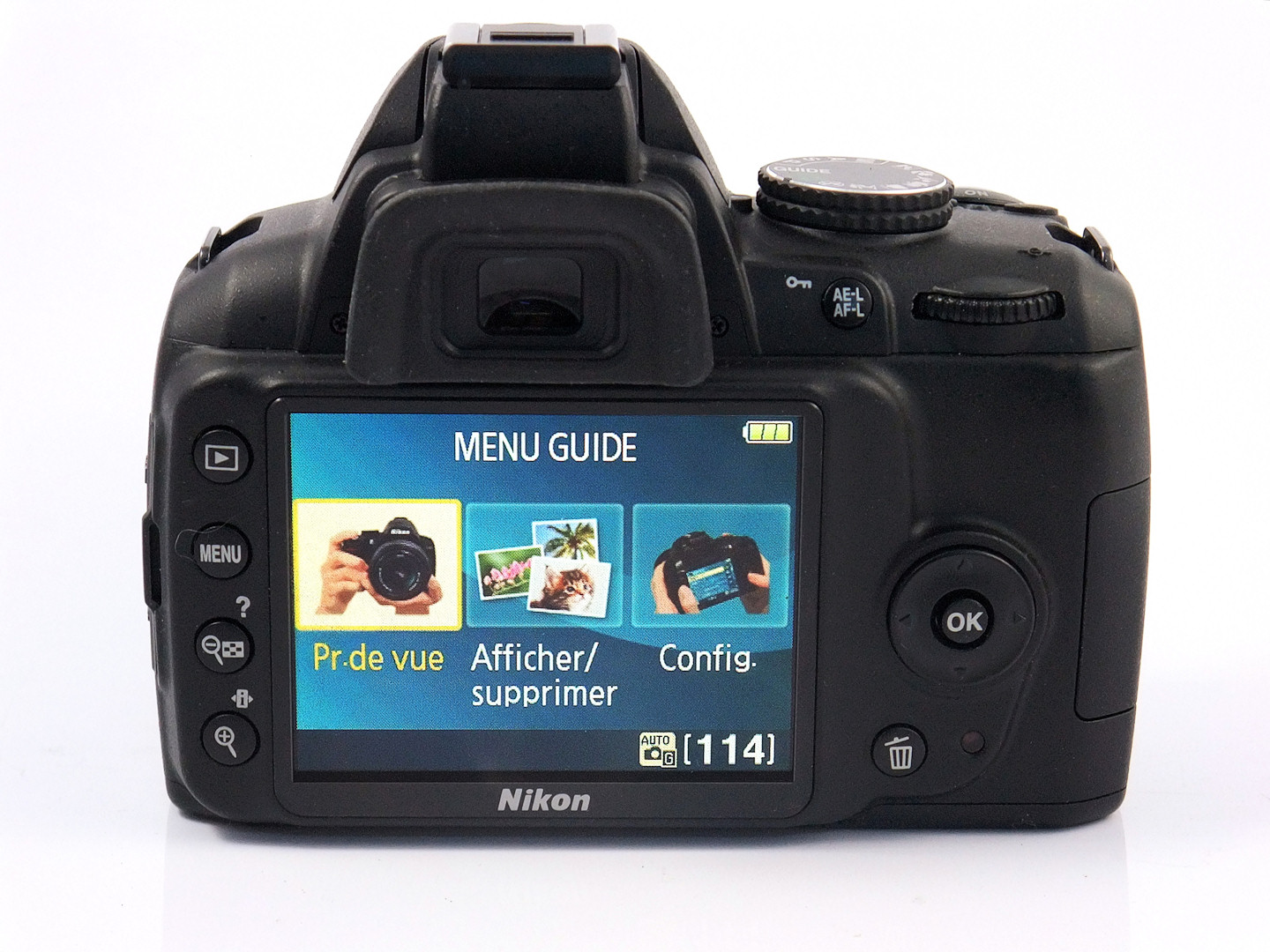
Pantalla de la Nikon D3000

 La D3000 té un sensor CCD APS-C (23.6 x 15.8 mm) i un processador Expeed. Pot disparar a una resolució màxima de 3872 x 2592 píxels amb relacions d'aspecte de 4:3 i 3:2. Aquesta càmera compta amb un rang nadiu ISO de 100 - 1600 que es pot augmentar fins a 3200 i permet desar fitxers en format JPEG i RAW.
Aquesta és l'última Nikon DSLR que utilitza un sensor CCD.

## Característiques
- Sensor CCD APS-C de 10,2 megapíxels
- Processador d'imatge Nikon EXPEED.
- Mode "guia" assistit per càmera.
- D-Lighting actiu.
- Neteja de sensor.
- LCD TFT fix de 3,0 polzades i 230.000 punts de resolució
- Ràfega contínua de fins a 3 fotogrames per segon.
- 3D Color Matrix Metering II amb sistema de reconeixement d'escenes.
- Mòdul de sensor d'enfocament automàtic Multi-CAM 1000 de seguiment 3D amb 11 punts AF.
- Sensibilitat ISO de 100 a 1600 (ampliable fins a 3200).
- Sistema d'exposició amb flaix i-TTL.
- Formats de fitxer: JPEG, NEF (RAW de Nikon, comprimit de 12 bits)
- Emmagatzematge de fitxers en targetes de memòria SD i SDHC.

Igual que la Nikon D40, D40x, D60 i D5000, la D3000 no té motor d'enfocament automàtic dins del cos, i l'enfocament automàtic requereix una lent amb motor d'enfocament automàtic integrat. Amb qualsevol altre objectiu, el telèmetre electrònic de la càmera es pot utilitzar per ajustar manualment l'enfocament.
Pot muntar lents A no modificades (també anomenades Non-AI, Pre-AI o F-type) amb suport del telèmetre electrònic i sense mesura de l'exposició.